# Сухопутні війська Молдови

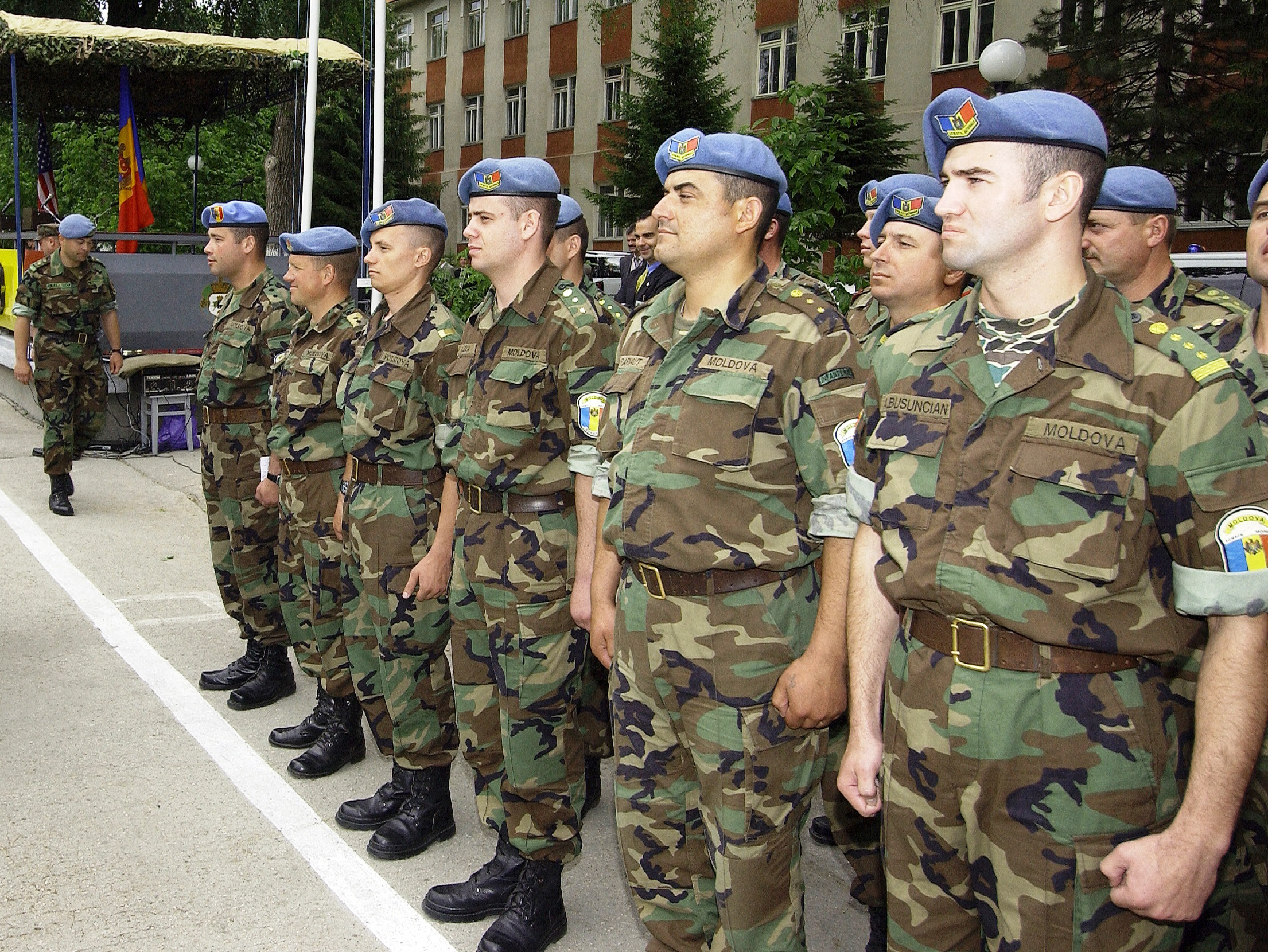
Солдати Другої піхотної бригади, 26 червня 2004

Сухопутні війська Молдови (рум. Forțele Terestre ale Republicii Moldova) — складова частина  Збройних Сил Республіки Молдова. Створені в 1991—1992 рр. Налічують 3250 осіб станом на 2022 рік.

## Історія
За даними Міністерства оборони колишнього СРСР, на 11 листопада 1991 року, у Збройних Силах СРСР проходили дійсну військову службу 2694 офіцери молдавської національності.
Молдова 1992-го року підписала Ташкентську угоду щодо принципів та порядку виконання ДЗЗСЄ, яка мала на меті розподіл прав та зобов'язань колишнього СРСР за ДЗЗСЄ між Росією та сімома іншими державами — учасниками Договору.
Квота для Молдови становить - 210 танків, 210 БМП, 130 БТР, 250 артилерійських систем калібру 100 мм і більше, 50 бойових літаків, 50 ударних гелікоптерів.
У 1991-1992 роках, всупереч рішенням Уряду Молдови про націоналізацію майна Радянської Армії, було вивезено величезну кількість озброєння та амуніції. Наприклад, у листопаді 1990 року було вивезено 233 танки Т-64 та Т-54Б, 168-БМП, 18 БТР-60ПБ, 21 БРДМ-2, 18 ББМ, 60 артилерійських одиниць. У листопаді 1991 року, з території країни було вивезено 34 000 автоматів АК-74, 600 АКС-74, 8000 ПМ, 262 СВД, 500 РПК-74, 800 РПГ-7, 100 тонн гранат, 600 одиниць автотранспорту, комплекти радіотехніки, 3 винищувача МіГ-29, літак АН-26, гелікоптер МІ-8ПС та інші. До лютого 1992 року, за приблизними даними, було вже евакуйовано 700 танків та 800 ББМ.
У 1992 році в ході націоналізації Молдові дісталося: 107 МТ-ЛБ, 68 БТР-60 різних модифікацій, 50 БМД, 1 ЗС-88, 3 РХМ-4, 2 РХМ, 3 УР-67, 6 ПРП, 27 ПТРК 9П148 «Конкурс», 27 ПТРК 9П149 «Штурм», 1 130 мм РСЗВ БМ-13 «Катюша», 28 220 мм РСЗВ БМ-27 «Ураган», 47 100 мм протитанкових гармат МТ-12, 32 152 мм Д-20, 21 152 мм гармата 2А36 «Гіацинт-Б», 18 122 мм гаубиць Д-30, 6 120 мм гармат 2Б16, 32 57 мм зенітних гармати С-60 (з них 4 передані до МВС Молдови).

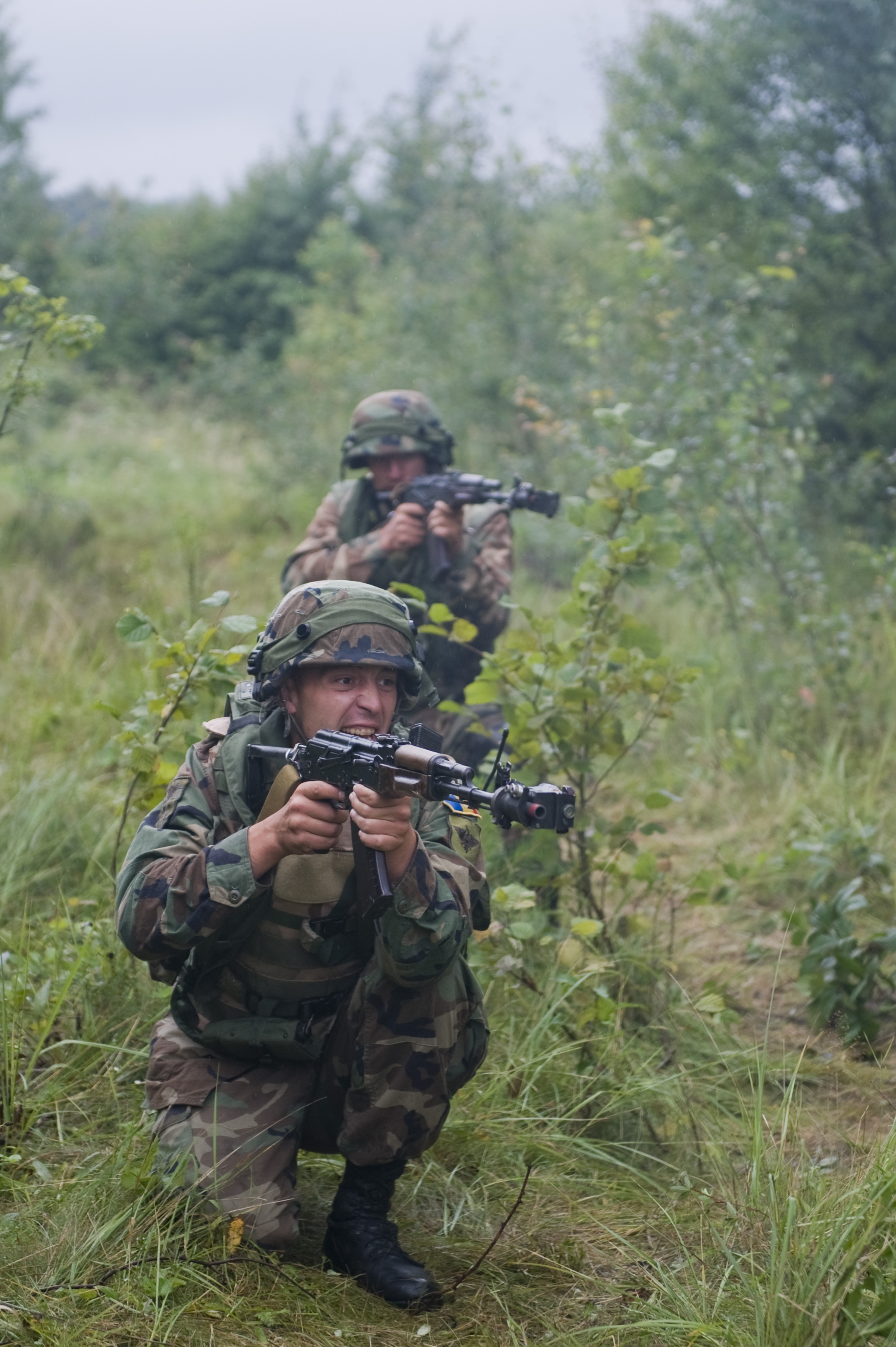
Молдавські сили тренуються в Україні під час Rapid Trident 2011.

На початку 1994 року молдавська армія (підпорядкована Міністерству оборони) складалася з 9800 чоловік, організованих у три мотопіхотні бригади, одну артилерійську бригаду та один розвідувально-штурмовий батальйон. Його обладнання складалося з 56 систем протиповітряної оборони; 77 бронетранспортерів та 67 імпровізованих броньованих транспортерів; 18 122 мм та 53 152 мм буксованих артилерійських систем; 9 120 мм комбінованих гармат/мінометів; 70 Фагот, 19 Конкурс, та 27 керованих протитанкових ракетних комплексів Штурм; 73 мм безвідкатних гармат СПГ-9, 45 100 мм протитанкових гармат МТ-12; та 30 ЗУ-23 23 мм та 12 С-60 57 мм зенітних гармат. Молдова отримала частину зброї з колишніх радянських запасів, що зберігалися на території республіки, а також невизначену кількість зброї з Румунії, особливо в розпал бойових дій з Придністров'ям.
У 2006–2007 роках чисельність молдавської армії була скорочена до 5710 осіб, включаючи три мотострілецькі бригади, одну артилерійську бригаду та окремі батальйони спеціальних сил та інженерні батальйони, а також окремий гвардійський підрозділ. Оснащення включало 44 БМД-1, та 266 БТР, включаючи 91 TAB-71, а також 227 одиниць артилерії. Сучасне Командування Сухопутних військ було створено 25 грудня 2008 року. У 2010 році чисельність армії було скорочено до 5148 (3176 професійних солдатів і 1981 військовозобов'язаних) плюс 2379 воєнізованих формувань. Чисельність резерву складає 66 тисяч військовослужбовців. Оснащення включає 44 БМП-1, 164 БТРів (100 колісних, включаючи 89 румунських TAB-71, та 64 гусеничних, БТРів та МТ-ЛБ), 148 одиниць артилерії (69 буксованих, 9 самохідних 2С9, та 11 РСЗВ "Ураган"); 117 ПТРК (радянські AT-4, AT-5, та AT-6), 138+ безвідкотних гармат, 36 буксованих протитанкових гармат та 37 буксованих зенітних гармат (23 мм та 57 мм.
В 2011 році США пожертвували 80 одиниць автомобільної техніки: тягачі, вантажівки, позашляховики, санітарні автомобілі, рефрижератори та інше.
З квітня 2014 року у БТР-Д посилено озброєння шляхом установки 12,7 мм кулемету ДШКМ у відкриту башту, яка обертається.
У листопаді 2014 року Молдова отримала від США 43 армійські всюдиходи. HMMWV та 10 причепів до них. Машини надійдуть на озброєння 22-го миротворчого батальйону.
У лютому 2017 року Молдова отримала від США ще 41 армійських всюдиходів HMMWV.
У січні 2023 року, Молдова отримала від Німеччини партію з 19 БТР Piranha IIIH.
У грудні 2023 року, Міністерство оборони Молдови повідомило про проведення навчань 22-го миротворчого батальйону. Навчання триватимуть з 17 по 22 грудня у навчальному центрі поблизу с. Бульбоака.

## Структура
- 1-ша мотопіхотна бригада «Молдова» («Moldova») — Бєльці
- 2-га мотопіхотна бригада «Штефан Великий» («Ştefan Cel Mare») — Кишинів
- 3-тя мотопіхотна бригада «Дакія» («Dacia») — Кагул
- Артилерійський батальйон «Прут» («Prut») — Унгени
- Окремий інженерний батальйон «Кодру»[ro] («Codru»)) — Негрешть
- Окремий батальйон особливого призначення «Фулджер»[ro] («Fulger») — Кишинів
- Почесна варта[ro]

## Техніка та озброєння
Згідно з даними IISS The Military Balance на 2022 рік Сухопутні війська Республіки Молдова мали у своєму розпорядженні наступну техніку: